# Répertoire du basson
Le répertoire pour le basson est constitué de pièces musicales composées pour le basson en tant qu'instrument principal, qui peuvent être interprétées en solo ou avec différentes formations musicales allant de l'ensemble de musique de chambre à l'orchestre. Cette page présente un ensemble non exhaustif d'œuvres majeures pour le basson.

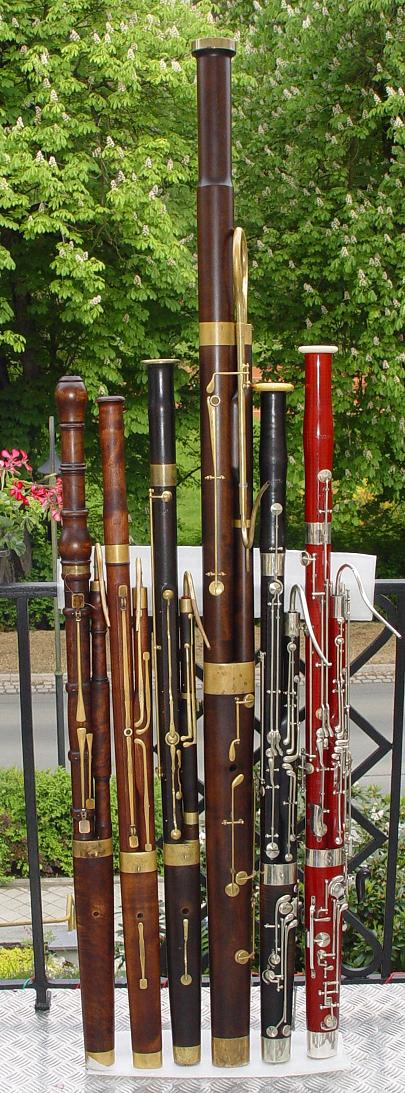
Une collection de bassons historiques, du début du baroque à l'époque moderne, y compris un contrebasson classique.

## Musique baroque
- Johann Friedrich Fasch : Plusieurs concertos pour basson ; le plus connu est en do majeur.
- Christoph Graupner : Quatre concertos pour basson (en).
- Johann Wilhelm Hertel : Concerto pour basson en la mineur.
- Michel Corrette : Concerto pour 4 bassons et basse continue « Le Phénix ».
- Georg Philipp Telemann : Sonate en fa mineur.
- Antonio Vivaldi : 39 concertos pour basson, dont 37 existent aujourd'hui dans leur intégralité.
- Jan Dismas Zelenka : Six sonates en trio pour deux hautbois (ou hautbois/violon), basson et basso continuo.

## Musique classique
- Johann Christian Bach :
  - Concerto pour basson en si bémol majeur
  - Concerto pour basson en mi bémol majeur
- Franz Danzi :
  - Concerto pour basson en sol mineur,
  - Concerto pour basson en do
  - 2 Concerto pour basson en fa majeur
  - 3 Quatuors pour basson et cordes, op. 40
- François Devienne :
  - 12 Sonates (six avec numéros d'opus)
  - 3 Quatuors
  - 4 Concertos pour basson
  - 6 Duos Concertants
- Johann Nepomuk Hummel : Grand Concerto pour basson (en fa)
- Leopold Kozeluch :
  - Concerto pour basson en si bémol majeur (P V:B1)
  - Concerto pour basson en do majeur (P V:C1)
- Wolfgang Amadeus Mozart :
  - Concerto pour basson en si bémol majeur, K. 191 (1774), le seul qui subsiste des trois concertos pour basson qu'il a écrits à l'origine.
  - Sonate pour basson et violoncelle en si bémol, K. 292
- Antonio Rosetti :
  - Concertos pour basson en fa majeur (Murray C75)
  - Concertos pour basson en si bémol majeur (Murray C69, C73, C74)
  - Concerto pour basson en mi bémol majeur (Murray C68)[1]
- Carl Stamitz : Concerto pour basson en fa majeur
- Jean-Baptiste Vanhal :
  - Concerto pour basson en do majeur
  - Concerto en fa majeur pour deux bassons et orchestre

## Musique romantique
- Franz Berwald : Konzertstück
- Ferdinand David : Concertino pour basson et orchestre, op. 12
- Edward Elgar : Romance pour basson et orchestre, op. 62 (1909-1910)
- Johann Nepomuk Fuchs : Concerto pour basson en si bémol majeur.
- Julius Fučík : Der alte Brummbär ("Le vieux grondeur") pour basson et orchestre, op. 210
- Reinhold Glière : Humoresque et Impromptu pour basson et piano, op. 35, nos. 8 et 9
- Gioachino Rossini (attribution) : Concerto « da esperimento » pour basson et orchestre
- Camille Saint-Saëns : Sonate pour basson et piano en sol majeur, op. 168
- Carl Maria von Weber :
  - Andante e rondo ungarese en do mineur, op. 35b
  - Concerto pour basson en fa, op. 75 (1811)

## Musique du vingtième siècle
- Miguel del Aguila (en) :
  - Hexen pour basson et orchestre à cordes
  - Hexen pour basson et piano
- Luciano Berio : Sequenza XII (en) pour basson solo (1995)
- Marcel Bitsch: 
  - Concertino pour basson et piano (1948)
  - Partita pour basson et piano (1981)
  - Vingt études pour le basson (1949)
- Pierre Boulez : Dialogue de l'ombre double pour basson et électronique (à l'origine pour clarinette, transcrit pour basson par le compositeur - 1995)
- Howard J. Buss : 
  - A Day in the City pour basson solo (1986)
  - Time Capsule pour hautbois et basson (1996)
  - Desert Odyssey pour clarinette, basson et piano (1997)
- Peter Maxwell Davies : Concerto Strathclyde (en) n°8 pour basson et orchestre (1990)
- Edison Denisov
  - Cinq Etudes pour basson (1983)
  - Sonate pour basson solo (1982)
- Franco Donatoni : Concerto pour basson (1952)
- Henri Dutilleux :
  - Sarabande et Cortège pour basson et piano (1942)
  - Regards sur l'Infini et Deux sonnets de Jean Cassou pour basson et piano (à l'origine pour voix et piano, transcrit par Pascal Gallois avec l'accord du compositeur) (1942/2011 et 1954/2011)
- Alvin Etler : Sonate pour basson et piano (1951)
- Jean Françaix :
  - Quadruple Concerto pour flûte, hautbois, clarinette, basson et orchestre (1935)
  - Divertissement pour basson et quintette à cordes (ou orchestre) (1942)
  - Le coq et le renard pour 4 bassons (1963)
  - Sept impromptus pour flûte et basson (1977)
  - Trio pour hautbois, basson et piano (1994)
  - Deux pièces pour basson et piano (1996)
- Glenn Gould : Sonate pour basson et piano (1950)
- Sofia Gubaidulina :
  - Concerto pour basson et cordes graves (1975)
  - Sonate duo pour deux bassons (1977)
- César Guerra-Peixe (en)
  - Trois pièces pour basson et piano (1944)
  - Duo pour clarinette et basson (1970)
- Paul Hindemith :
  - Sonate pour basson et piano (1938)
  - Quatre pièces pour violoncelle et basson (1941)
  - Concerto pour trompette, basson et orchestre (1949)
  - Concerto pour flûte, hautbois, clarinette, basson, harpe et orchestre (1949)
- Bertold Hummel :
  - Concertino pour basson et cordes, Op. 27b (1964/1992)
  - 5 Epigrammes pour basson solo Op. 51 (1973)
  - Divertimento pour basson et violoncelle, Op. 62 (1978)
- Gordon Jacob :
  - Concerto pour basson, cordes et percussions
  - Quatre esquisses pour basson
  - Partita pour basson
- Paul Jeanjean : Prélude et Scherzo pour basson et piano (1911)
- André Jolivet : 
  - Concerto pour basson, cordes, harpe et piano (1954)
  - Pastorales de Noël (en) pour flûte, basson et harpe (1943)
- Lev Knipper : Concerto pour basson et cordes (1969)
- Charles Koechlin :
  - Trois pièces pour basson et piano, op. 18 (1899-1907)
  - Sonate pour basson et piano, op.71 (1918)
  - Silhouettes de comédie, 12 pièces pour basson et orchestre, op. 193 (1942-1943)
- György Kurtág : Játékok és üzenetek pour basson solo (1986-2001)
- Mary Jane Leach (en) : Feu de Joie pour basson solo et six bassons enregistrés (1992)
- Anne LeBaron (en) : After a Dammit to Hell pour basson solo (1982)
- Jef Maes (en) : Burlesque pour basson et piano (1957)
- Francisco Mignone :
  - Concertino pour basson et orchestre (1957)
  - Sonate pour double basson n° 1 (1961)
  - Sonatine pour basson (1961)
  - Invention pour clarinette et basson (1961)
  - Invention pour flûte et basson (1961)
  - Sonate pour double basson n° 2 "Ubayera e Ubayara" (1966)
  - "Tetrafonia e variações em busca de um tema" pour quatre bassons (1967)
  - "Non nova, sed nove" pour hautbois, clarinette et basson (1967)
  - Passacaille pour clarinette et basson (1968)
  - Quatre symphonies pour hautbois, clarinette et basson (1968)
  - Sonate à 3 pour trois bassons (1978)
  - Troisième églogue pour hautbois, clarinette et basson (1978)
  - 16 valses pour basson (1979-1981)
  - Concertino pour clarinette, basson et orchestre (1980)
  - Quatre pièces brésiliennes pour quatre bassons (1983)
  - Seresta pour basson et orchestre (1983)
- Ștefan Niculescu (en)
  - Sincronie III pour flûte, hautbois et basson (1985)
  - Monophonie, sonate pour basson (et voix ad libitum) (1989)
- Otmar Nussio : Variazioni su un' arrieta di Pergolesi pour basson et orchestre à corde (1953)
- Willson Osborne (en) : Rhapsodie pour basson
- Andrzej Panufnik : Concerto pour basson et petit orchestre (en) (1985)
- Francis Poulenc : 
  - Sonate pour clarinette et basson (1922)
  - Trio pour hautbois, basson et piano (1926)
- Sergei Prokofiev : Scherzo humoristique pour quatre bassons, opus 12b (1915)
- Einojuhani Rautavaara : Sonate pour basson (1970)
- Alan Ridout : Concertino pour basson et cordes (1975)
- Timothy Salter (en) : 
  - Monopolies pour basson solo (1995)
  - Imprints pour basson et piano (1997)
- Alexander Shchetynsky (en)
  - Lento pensieroso pour basson solo (1994)
- José Siqueira
  - Trois études pour basson et piano (1969)
  - Sonatine pour basson et piano (1978)
- Richard Strauss : 
  - Double concertino en fa majeur pour clarinette et basson avec orchestre à cordes et harpe, TRV 293, AV 147]m (1947)
  - Der Zweikampf en si bémol majeur, polonaise pour flûte, basson et orchestre, TRV 133, AV 82 (1884).
- Lubos Sluka (en) : Sonate pour basson et piano (1971)
- Stjepan Šulek : Concerto pour basson et orchestre
- Alexandre Tansman :
  - Sonatine pour basson et piano
  - Suite pour basson et piano
- Heitor Villa-Lobos : 
  - Trio pour hautbois, clarinette et basson (1921)
  - Ciranda das sete notas pour basson et orchestre à cordes (1933)
  - Bachianas Brasileiras n° 6 pour flûte et basson
  - Fantasia concertante pour clarinette, basson et piano (1953)
  - Duo pour hautbois et basson (1957)
- John Williams : The Five Sacred Trees (Les cinq arbres sacrés), concerto pour basson et orchestre (1995)
- Ermanno Wolf-Ferrari : Suite-concertino pour basson et orchestre de chambre (1933)
- Isang Yun : Monolog pour basson solo (1983-1984)
- Ellen Taaffe Zwilich : Concerto pour basson et orchestre (1992)

## Musique du vingt et unième siècle
- Nimrod Borenstein
  - Concerto pour basson et orchestre à cordes opus 56a (2012)
- Howard J. Buss
  - Aquarius pour 3 bassons (2013)
  - Ballad pour basson et piano (2004)
  - Behind the Invisible Mask pour basson et une percussion (2004)
  - Bassoonisms pour quatre bassons (2020)
  - Concerto pour basson et orchestre (2022)
  - Concerto pour basson pour basson et piano (2017)
  - Contrasts in Blue pour hautbois, basson et piano (2000)
  - Emanations pour deux bassons et batterie (2016)
  - The Enchanted Garden pour basson et trio à cordes (2016)
  - Fables from Aesop pour basson et violon (2002)
  - Four Miniatures pour deux bassons (2010)
  - The Heavens Awaken pour basson et quatuor à cordes (2008)
  - Island of Enchantment pour flûte, clarinette, cor, basson et piano (2023)
  - Levi's Dream pour quatuor de bassons (2011)
  - Luminous Horizons pour basson et harpe (2016)
  - Prelude and Intrada pour quatuor de bassons ou ensemble (2007)
  - Spring Reverie pour alto, violoncelle et basson (2023)
  - Trio Lyrique pour cor, basson et piano (2013)
  - Turbulent Times pour flûte, basson et piano
  - Village Scenes pour hautbois, clarinette et basson (2004)

- Paulo C. Chagas
  - Tänze vor Angst, pour basson et piano (2019)
- Harry Lamott Crowl
  - Sonate pour basson et piano (1981-2019)
  - Solilóquio VIII pour basson (2021)
- Miguel del Aguila : 
  - Sunset Song pour basson et piano ;
  - Nostalgica pour basson et quatuor à cordes ;
  - Malambo pour basson et quatuor à cordes (également avec quintette et orchestre à cordes) ;
  - Malambo pour basson et piano ;
  - Tango Trio pour basson clarinette et piano ; ou basson, hautbois et piano.
- Eric Ewazen (en) : Concerto pour basson et ensemble à vent (2002)
- Karel Janovický : Duos pour violon et basson, n° 1 (2004), n° 2 (2006) ; Sonate pour basson et piano (2005) ; Quatuor pour basson (2013).
- Lior Navok : Ex Silentium pour basson et piano (2018).
- Robert Paterson : 
  - Sonate pour basson et piano[2] (2001) ;
  - Élégie pour deux bassons et piano[3] (2006-2007)
- Wolfgang Rihm : Psalmus pour basson et orchestre (2007)
- Ananda Sukarlan : "Communication Breakdown" pour flûte, basson et piano (2017)
- Graham Waterhouse : Basson Quintet (2003) ; Bright Angel pour trois bassons et contrebasson (2008)
- Patrick Nunn : Gonk pour basson et fichier sonore (2004)
- Shai Cohen : Treatise pour basson et électronique diffusée (2019)
- Fabio Mengozzi : Vision pour cor anglais, basson et piano (2020)[4]

## Traits d'orchestrede référence pour le basson
- Johann Sebastian Bach : de nombreux passages de basson, y compris : BWV 155 (Du mußt glauben, du mußt hoffen) et BWV 149 (Seid wachsam, Ihr heiligen Wächter).
- Béla Bartók : Concerto pour orchestre ; le deuxième mouvement met en scène des instruments à vent par paires, en commençant par les bassons, et la récapitulation de leur duo ajoute un troisième instrument jouant un contre-chant en staccato.
- Ludwig van Beethoven : Symphonie n° 4 en si bémol majeur, quatrième mouvement ; Symphonie n° 9 en ré mineur : quatrième mouvement : --après l'exposition de 24 mesures de l'"Ode à la joie" ("Allegro assai"), le premier basson entre avec un contre-chant proéminent pour les 24 mesures suivantes ; et continue "en solo" pour mettre l'accent sur le thème.
- Hector Berlioz : Symphonie fantastique. Dans le quatrième mouvement, il y a plusieurs passages de bassons solo et tutti. Cette pièce nécessite quatre bassons.
- Georges Bizet : Carmen, Entr'acte de l'acte II, comporte deux bassons initialement à l'unisson sur l'air des "Dragons d'Alcala" de l'opéra.
- Benjamin Britten : The Young Person's Guide to the Orchestra, la variation D met en valeur les bassons.
- Emmanuel Chabrier : España, quatre bassons à l'unisson jouent un air espagnol.
- Frédéric Chopin : Concerto pour piano n° 2, les mesures 82, etc. du Larghetto offrent un moment sublime au basson.
- Michael Daugherty : Alligator Alley présente des solos de basson au début et une mélodie entraînante tout au long de la pièce.
- Gaetano Donizetti :
  - Una furtiva lagrima, extrait de l'opéra italien L'elisir d'amore, s'ouvre sur un passage de basson solo.
- Paul Dukas : L'Apprenti sorcier, largement reconnu comme utilisé dans le film Fantasia ; la mélodie principale est entendue pour la première fois dans un célèbre passage de basson solo.
- Manuel de Falla : Le Tricorne, où le basson représente El corregidor (le magistrat).
- Edvard Grieg : Dans l'antre du roi de la montagne.
- Georg Friedrich Handel : de nombreux passages au basson, notamment dans "Ariodante" : "Scherza infida" (avec basson obbligato triste) ; et "Amadigi" : "Pena tiranna".
- Joseph Haydn : La Création : "Holde Gattin" ; et Symphonie n° 68.
- W. A. Mozart : beaucoup, par exemple, Symphonie n° 41, comme mentionné ci-dessus ; Grande messe en ut mineur, K. 427, dans l'"Et incarnatus est", le basson est l'un des trois solistes obligés pour accompagner la soprano.
- Modeste Moussorgski : Tableaux d'une exposition tel qu'orchestré par Maurice Ravel ; en particulier "Promenade II", "Il Vecchio Castello", et "Ballet des poussins dans leurs coquilles". Un bref solo apparaît dans la deuxième partie de "The Hut on the Fowl's Legs : Baba Yaga"
- Carl Nielsen : Symphonie n° 5, le thème principal du premier mouvement est introduit par une paire de bassons.
- Carl Orff : Carmina Burana, le 12e mouvement, "Olim lacus colueram", s'ouvre sur un solo de basson aigu.
- Krzysztof Penderecki : Symphonie no. 4 "Adagio", un long passage solo suivi de cordes en arrière-plan apparaît au milieu de la symphonie.
- Sergei Prokofiev : Pierre et le Loup, thème du grand-père ; Concerto pour piano n° 3 en do majeur Op.26, troisième mouvement, troisième mouvement, le basson et les violoncelles jouent le thème en staccato et pizzicato ; Concerto pour violon n° 1, troisième mouvement, un thème enjoué similaire au thème principal est introduit par le basson au début du mouvement avant que le violon solo n'entre en scène.
- Jean-Philippe Rameau : "Entrée de Polymnie", extrait de l'acte IV de son opéra posthume Les Boréades.
- Maurice Ravel : Rapsodie espagnole, avec une double cadence rapide et longue à la fin du premier mouvement ; Boléro, le basson a un passage solo descendant vers le début ; Concerto pour piano en sol majeur ; Concerto pour piano en ré majeur (pour la main gauche), utilisation proéminente du contrebasson dans l'ouverture ; Ma mère l'Oye, solo de contrebasson dans la quatrième partie ; Alborada del gracioso, solo après le thème, un long solo.
- Ottorino Respighi : Trittico Botticelliano, le deuxième mouvement, L'Adorazione dei Magi, s'ouvre sur un solo de basson qui se transforme en un duo hautbois/basson - le basson apparaît en solo plus tard dans le mouvement, également dans une figure différente.
- Nikolaï Rimski-Korsakov : Schéhérazade, deuxième mouvement : "Conte du prince de Kalendar"
- Dimitri Chostakovitch : Plusieurs symphonies dont n° 1, n° 4, n° 5, n° 7 "Leningrad" (premier mouvement), n° 8, et n° 9 (4e au 5e mouvement, l'un des plus grands solos de basson du répertoire symphonique), n° 10, n° 15.
- Jean Sibelius : Symphonie n° 2 en ré mineur, ouverture du deuxième mouvement - les bassons jouent en octaves ; Symphonie n° 5 en mi bémol majeur.
- Igor Stravinsky : Le Sacre du printemps, qui s'ouvre sur un solo de basson peu orthodoxe ; L'Oiseau de feu, "Berceuse" ; "Danse infernale" avec contrebasson, cors, trombone, tuba ; Pulcinella Suite.
- Silvestre Revueltas : Sensemayá, avec un basson solo jouant un ostinato qui représente le rythme syllabique du poème sur lequel la pièce est basée, également nommé Sensemayá par Nicolás Guillén.
- Piotr Ilitch Tchaïkovski : Symphonie no 4 en fa mineur, Symphonie no 5 en mi mineur, Symphonie no 6 en si mineur.
- Giuseppe Verdi : La donna è mobile, de l'opéra Rigoletto, le basson joue le thème à la fin de l'aria ; Messa da Requiem, le 1er basson a un long passage qui commence en solo mais accompagne ensuite la soprano, la mezzo et le ténor dans la section Quid sum miser du Dies Irae.